# Salsacate
Salsacate är en kommunhuvudort i Argentina.   Den ligger i provinsen Córdoba, i den centrala delen av landet, 700 km nordväst om huvudstaden Buenos Aires. Salsacate ligger 927 meter över havet och antalet invånare är 1 205.
Terrängen runt Salsacate är platt åt nordväst, men åt sydost är den kuperad. Trakten runt Salsacate är nära nog obefolkad, med mindre än två invånare per kvadratkilometer.. Närmaste större samhälle är San Carlos, 15,5 km norr om Salsacate.
Trakten runt Salsacate består i huvudsak av gräsmarker.